# Ґалактус
Ґалактус (англ. Galactus) — суперлиходій з коміксів американського видавництва Marvel Comics, був створений Стеном Лі й Джеком Кірбі. За коміксами Ґалактус є космічною всемогутньою істотою, яка харчується енергією планет.

## Вісники Ґалактуса
Вісники або посланці потрібні для того, щоб знаходити планети, які придатні до поглинання. Крім того, іноді вони допомагають своєму хазяїну в бою. Ґалактус дарує їм частину своєї космічної сили, що дає їм величезні здібності.
| Ім'я                            | Ім'я                       | Примітки |
| українською                     | англійською                | Примітки |
| ------------------------------- | -------------------------- | -------- |
| Занепалий                       | англ. Fallen One           | [ 1 ]    |
| Срібний серфер                  | англ. Silver Surfer        | [ 2 ]    |
| Той, хто йде повітрям           | англ. Air-Walker           | [ 3 ]    |
| Вогневий лорд                   | англ. Firelord             | [ 4 ]    |
| Руйнівник                       | англ. Destroyer            | [ 5 ]    |
| Терракс Приборкувач             | англ. Terrax the Tamer     | [ 6 ]    |
| Даззлер                         | англ. Dazzler              | [ 7 ]    |
| Нова                            | англ. Nova                 | [ 8 ]    |
| Морґ Кат                        | англ. Morg the Executioner | [ 9 ]    |
| Червона зміна                   | англ. Red Shift            | [ 10 ]   |
| Людина-факел                    | англ. Human Torch          | [ 11 ]   |
| Зоряний пил                     | англ. Stardust             | [ 12 ]   |
| Праетер                         | англ. Praeter              | [ 13 ]   |
| Ґа Лак Тус                      | англ. Gah Lak Tus          | [ 14 ]   |
| Гладіатор                       | англ. Gladiator            |          |
| Космічний Галк                  | англ. Cosmic Hulk          |          |
| Тиран                           | англ. Tyrant               | [ 15 ]   |
| Той, хто йде повітрям (андроїд) | англ. Air-Walker (andriod) |          |
| Дедпул                          | англ. Deadpool             | [ 16 ]   |
| Смарагдовий емісар              | англ. Emerald Emissary     |          |
| Космічний примарний вершник     | англ. Cosmic Ghost Rider   |          |
| Тор                             | англ. Thor                 | [ 17 ]   |

## В інших медіа

### Телебачення
- Ґалактус з'являвся у мультсеріалі «Фантастична четвірка» (1967), озвучено Тедом Кесседі[18]
- Ґалактус з'являвся у мультсеріалі «Фантастична четвірка» (1994), озвучено Тоні Джеєм[18]
- Ґалактус з'являвся у мультсеріалі «Срібний серфер» (1998), озвучено Джеймсом Блендіком[18]
- Ґалактус з'являвся у мультсеріалі «Супергеройський загін» (2010), озвучено Джорджем Такеїм[18]
- Ґалактус з'являвся у мультсеріалі «Месники: Могутні герої Землі» (2010), але він не мав реплік
- Ґалактус з'являвся у мультсеріалі «Галк та агенти СМЕШ» (2012), озвучено Джоном ДіМаджіо[18][19]
- Ґалактус з'являвся у мультсеріалі «Месники, єднаймося!» (2013), озвучено Джоном ДіМаджіо[18]

### Фільми
- У фільмі «Фантастична Четвірка 2: Вторгнення Срібного серфера» (2007) з'явився Ґалактус у вигляді сірої хмари. Версію цього персонажа в цьому фільмі звали — Ґа Лак Тус.

### Відеоігри
- Ґалактус з'являвся у відеогрі «Silver Surfer» (NES, 1990)
- Ґалактус з'являвся у відеогрі «Fantastic 4 — Flame On» (Game Boy Advance, 2005)
- Ґалактус з'являвся у відеогрі «Marvel: Ultimate Alliance» (PlayStation 2 і Xbox 360, 2006), озвучено Ґреґом Берґером[18]
- Ґалактус з'являвся у відеогрі «Marvel-level pack» для LittleBigPlanet (PlayStation 3, 2008)
- Ґалактус з'являвся у відеогрі «Spider-Man: Web of Shadows» (PlayStation 2 і PlayStation Portable, 2008)
- Ґалактус з'являвся у відеогрі «Marvel Super Hero Squad» (PlayStation 2, 2009)
- Ґалактус з'являвся у відеогрі «Marvel Super Hero Squad: The Infinity Gauntlet» (PlayStation 3 і Xbox 360, 2006), озвучено Джорджем Такеїм[18]
- Ґалактус з'являвся у відеогрі «Marvel vs. Capcom 3: Fate of Two Worlds»/«Ultimate Marvel vs. Capcom 3» (PlayStation 3, Xbox 360, PlayStation 4, Xbox One і PC 2011/2016), озвучено Джонатаном Адамсом[18][20][21]
- Ґалактус з'являвся у відеогрі «MARVEL Future Fight» (Android і IOS, 2015)
- Ґалактус з'являвся у відеогрі «Pinball FX 2» (PlayStation 3, 2011)[22]
- Ґалактус з'являвся у відеогрі «Lego Marvel Super Heroes» (PlayStation 3, Xbox 360, PlayStation 4, Xbox One і Wii U 2013)[23][24], озвучено Джоном ДіМаджіо[18]
- Ґалактус з'являвся у відеогрі «Marvel Puzzle Quest» (PlayStation 3, Xbox 360, PlayStation 4, Xbox One, Android, IOS і Microsoft Windows, 2015)[25]
- Ґалактус з'являвся у відеогрі «Fortnite»[26], Сезон 4 — Частина 2

## Оцінки
- Суперлиходій зайняв п'яте місце в рейтингу «ТОП 100 комікс-лиходіїв» від IGN[27].